# NGC 79
NGC 79 je galaksija u zviježđu Andromeda.

## Vanjske poveznice
- SEDS: NGC 0079